# Antoni Marianowicz

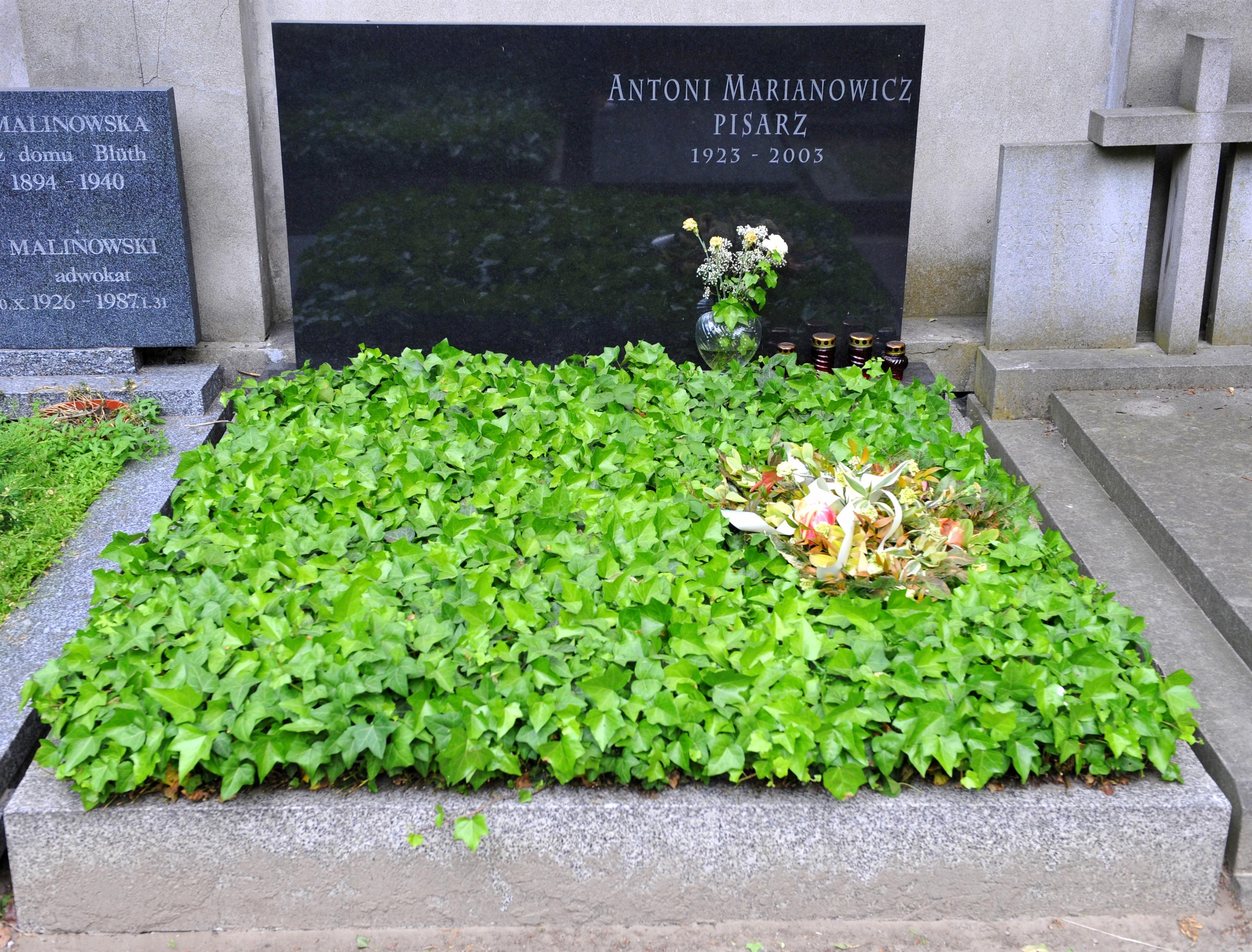
Grab von Antoni Marianowicz

Antoni Marianowicz (geb. als Kazimierz Jerzy Berman; * 4. Januar 1923 in Warschau; † 3. Juni 2003) war ein polnischer Schriftsteller, Journalist und Diplomat.

## Leben
Der Sohn des jüdischen Geschäftsmannes Gustav Berman besuchte das Gymnasium in Warschau und legte während der deutschen Besetzung Polens 1941 das Abitur im Warschauer Ghetto ab. Nach dem Tod des Vaters floh er 1942 aus dem Ghetto und arbeitete zunächst unter dem Namen Mieczysław Chmielewski, später unter dem Namen Antoni Marianowicz, den er auch nach dem Krieg beibehielt, in Wołomin. Er beteiligte sich am Warschauer Aufstand und flüchtete nach dessen Niederschlagung nach Brwinów, wo er sich im Zentralen Wohlfahrtsrat (Rada Główna Opiekuńcza) engagierte.
Ab Februar 1945 arbeitete Marianowicz für die Nachrichtenagentur Polpress. Zur gleichen Zeit begann seine Zusammenarbeit mit der Wochenzeitschrift Szpilki, wo er Limericks, satirische Gedichte und Übersetzungen aus dem Englischen und Deutschen veröffentlichte. Er besuchte die Szkoła Dyplomatyczno-Konsularna des polnischen Außenministeriums in Warschau und ging 1946 als Attachée an die Polnische Botschaft nach Brüssel. Er war dort 1946–47 Chefredakteur der Zeitschrift Polska Dzisiejsza und wurde 1947 Mitglied der Polnischen Arbeiterpartei (später Polnische Vereinigte Arbeiterpartei).
Nach seiner Rückkehr nach Warschau 1948 wurde er Redakteur der Przegląd Międzynarodow. Von 1949 bis 1989 arbeitete er zunächst als stellvertretender Chefredakteur, später als Mitglied des Herausgeberkollegiums für Szpilki. 1950–51 redigierte er die Serie Biblioteka Szpilek. Seit den 1950er Jahren verfasste und bearbeitete er Stücke und Musicals für das Theater (u. a. gemeinsam mit Janusz Minkiewicz), schrieb Kabarett-Texte und war Mitarbeiter des Theaters Syrena und des Kabaretts Stańczyk.
Seit 1957 war Marianowicz Mitglied des polnischen PEN-Clubs. Er schrieb für den Rundfunk und das Fernsehen und erhielt mehrfach Preise des Rundfunk- und Fernsehkomitees. Von 1972 bis 1975 war er Korrespondent der amerikanischen Zeitschrift Variety in Warschau. Von 1974 bis 1984 leitete er den Satireclub des polnischen Schriftstellerverbandes. Von 1974 bis 1978 war er Vizepräsident, von 1984 bis 1992 Vorstandsmitglied und von 1996 bis zu seinem Tod Vorsitzender des Verwaltungsrates des Künstlerverbandes ZAiKS. Für seine Verdienste wurde Marianowicz mit dem Kommandeurskreuz des Ordens Polonia Restituta ausgezeichnet.